# 比赛结果 (板球)
板球的比赛结果可以是两个参赛队中任一个队获胜，也可以是未完成比赛时的平局或比赛完成时双方得分相同的平局。在有限轮数的比赛中， 比赛可能以没有比赛结果而结束。 板球比赛规则中第21条介绍了怎样计算比赛结果，以及采用何种比赛结果。

## 获胜与失败（Win and loss)
所有的赛局都结束，当一方的跑分多于对方时，比赛的结果是此方获胜。 跑分多的一方赢得比赛，得分少的一方失败。 如果比赛在赛局没有完成的情况下结束，比赛结果可能是平局或没有结果(请参看以下说明)。

## 比赛完成时双方得分相同的平局（Tie）
比赛完成时双方得分相同的平局，这只能是在后击球的一方已经完成了那局比赛(例如所有的局都完成，或者， 在有限轮数的比赛中， 规定的轮数已经完成，因天气和光线不好等而终止比赛)。 这种情况很少见，在板球锦标赛的历史上只发生了两次：
- 1960年，西印度队 (453 & 284) 对 澳大利亚队 (505 & 232) 双方比赛得分相同。
- 1986年，澳大利亚队 (574-7d & 170-5d) 对 印度队 (397 & 347) 双方比赛得分相同。

在某些形式的单日板球赛中， 例如每局最多20轮的比赛，为决胜负轮流投射空三柱门 (与足球赛中的罚点球类似) 用来决定比赛结果，否则比赛得分相同。

## 赛局未完成情况下的平局（Draw）
正如板球规则第16条所述，如果比赛结果不是输赢和得分相同，就是在赛局未完成情况下结束的平局。 这意味着当一方在比赛结束时未如期完成他们的轮数而平局。因此，在轮数没有限制的比赛中，无法取胜的一方可能通过设法不完成最后一局比赛而“保住平局”(例如：在比赛快结束时，留下“未出局”的投球手)不管任何一方累计的跑分是多少，比赛都是平局。
在有轮数限制的比赛中，不存在赛局未完成情况下的平局(除了一些业余爱好者联谊赛中，允许这种情况发生)。

## 比赛无结果（No result）
比赛无结果实际上和赛局未完成情况下的平局相似，但是它只用于轮数有限制的比赛。因轮数有限制，一个队不能击到比赛结束，并且保住以上的赛局未完成情况下的平局。如果他们队的得分少就输了。因此，没有比赛结果只发生在当第二个队为从新计算目标而击到足够的轮数以前，根据达路法（Duckworth-Lewis 的办法）和其他下雨规则因天气原因而停赛的情况。 在 单日国际板球赛中， 一方在一场比赛中需要完成至少20轮(为50 轮的一场比赛中) 才能以比赛无结果而结束。 

## 弃赛（Abandoned）
如果因天气和其他的一些条件使比赛无法继续进行，那么可以放弃比赛。当官方决定弃赛前，第一轮的投球手还没有开始跑，那么结果被判为“没有投球的弃赛”。 这样的比赛不记入官方数字记录中。
在2004年7月前在投球前弃赛，如果已经掷币，则按相同办法处理。 自从2004年，  国际板球协会为国际比赛最终裁决，在已经掷币的情况下投球前弃赛，比赛结果为赛局未完成情况下的平局或(对于有限局数的比赛)没有比赛结果。 这样的比赛现在被记入数字记录中，例如当比赛在两队和被推荐的球员之间进行时，被计算在内。

## 奖励（Awarded）
场地裁判员在一方认输或者裁判员认为他们拒绝比赛时，有权力将比赛获胜奖励给另一方。在此情况下比赛可以被认为是被质疑的一方主动放弃比赛权利。[5] (注意这与规则第14条中(自愿)弃局是不同的。) 这种权力很少使用。在此规则被引进前，国际比赛场上曾经有过一方拒绝比赛，和比赛进行一会儿后故意停止比赛的事例。一个著名的事例是当斯里兰卡队的木提哈·木兰里瑟兰（Muttiah Muralitharan）被场地裁判员达雷尔·海尔（Darrell Hair ）叫投球时，他暂时地停止对英国的比赛 。
迄今为止用这种办法获胜的唯一一场 板球锦标赛是2006年8月20日在英国对巴基斯坦的第四次比赛。巴基斯坦队于第四天的饮水间歇之后拒绝按规定的时间守球时，场地裁判员达雷尔·海尔（ Darrell Hair） 和贝利·都可特拉福（Billy Doctrove）将比赛奖励给英国队。 这是因为海尔称巴基斯坦队的投球手改变赛球状况。他没有指出此事件涉及队员的名字。过后在(ICC)国际板球协会2008年的例会中， 结果被重定为“赛局未完成情况下的平局” ， 后又在2009年2月改回英国队获胜。

## 认输（Conceded）
板球规则允许一个队认输。这种情况很少发生，这是指计分员认为计分板显示的一个参赛队得分不正确，而此队已接受不正确的落后比分离开场地时，判对方获胜。

## 宣布比赛结果（Statement of result）
板球比赛结果按以下几种方式宣布：
- 如果后击球一方的三柱门没有被完全击倒，比赛结果要宣布剩下未被击倒的三柱门数。

例如 – 在单局比赛中，如果Ａ队先击球得200跑分，然后Ｂ队击球在失去１０个三柱门的４个之后得201分，Ｂ队被称为赢得６个三柱门，不管Ａ队在他们的局中失去多少三柱门。
- 如果后守球的一方赢得比赛，获胜结果会以跑分宣布。

例如– 如果Ａ队先击球并得200跑分，但是Ｂ队只得192跑分， Ａ队被称为赢得８个跑分。
'标注:' 如果后击球的一方失去所有的三柱门，　但在比赛结束时，５个罚分被奖给总分超过另一方的球队，宣布结果为获得罚分者获胜。
- 两局的比赛中，如果后击球的一方在第一局中所得跑分的数量多于对方两局所得的总分，结果要宣布胜方赢得一局和多于对方的跑分差额。

例如 – 如果Ａ队先击球在第一局中得 200跑分，Ｂ队在他们击球的第一局中就获得300跑分， 并且Ａ队在第二局中只获得95 跑分，Ｂ队被称为赢得一局和５跑分。
- 如果比赛由一方认输或拒绝比赛，结果会根据情况而宣布为认输赛和奖励胜赛。
- 如果在比赛结束时间到时比赛未完成，结果宣布为赛局未完成情况下的平局(这不适用于有限轮数的比赛)。
- 如果双方完成全局(或者因为所有的击球手都已出局/或者一局或多局的比赛已完成) 并且双方总分恰恰相同，比赛结果为分数相同的平局。